# Henry George (cyclisme)
Pour les articles homonymes, voir Henry George et George.
Henry George (né le 18 février 1891 à Charleroi, mort le 6 janvier 1976 à Uccle) est un coureur cycliste sur piste belge.
Il a remporté la médaille d'or des 50 km sur piste aux Jeux olympiques d'été de 1920.

## Palmarès sur piste

### Jeux olympiques
- Anvers 1920
  -  Champion olympique du 50km

## Palmarès sur route
- 1919
  - 3e du championnat de Belgique sur route amateurs
- 1921
  - 2e du championnat de Belgique sur route amateurs